# Fumblerooski
Als Fumblerooski, auch Fumble Rooski oder Fumble-rooski, wird im American Football ein Trickspielzug bezeichnet, bei dem der Quarterback den Football nach der Ballübergabe durch den Center auf dem Spielfeld platziert und damit absichtlich einen sogenannten Fumble begeht. Die angreifende Mannschaft täuscht dann ohne den Ball einen Laufspielzug zu einer Spielfeldseite vor, während der Ball durch einen Angriffsspieler verdeckt wird und für die verteidigende Mannschaft nicht zu erkennen ist. Sobald die Verteidigungsspieler der Richtung des vorgetäuschten Spielzugs folgen, nimmt ein Spieler aus der Offensive Line den Ball auf und läuft in Richtung der dem vorgetäuschten Spielzug entgegengesetzten freien Spielfeldseite, um einen größeren Raumgewinn oder einen Touchdown zu erzielen.
Der erste dokumentierte Einsatz des Fumblerooskis erfolgte 1933 während eines Highschool-Spiels um die Staatsmeisterschaft in Texas. Die Idee zu diesem Spielzug wird dem Trainer John Heisman zugeschrieben, nach dem die Heisman Trophy für den besten College-Football-Spieler benannt ist. Als eines der bekanntesten Beispiele für die Verwendung des Fumblerooski gilt der Orange Bowl von 1984 zwischen den Mannschaften der University of Nebraska-Lincoln und der University of Miami. Beim Stand von 17:0 für die Miami Hurricanes entschied sich Tom Osborne, der Trainer der Nebraska Cornhuskers, für diesen Spielzug, infolgedessen Nebraska zwar durch einen Touchdown vom Guard Dean Steinkuhler verkürzen konnte, das Spiel jedoch trotzdem mit 30:31 verlor.
Da es bei einem Fumblerooski für die Schiedsrichter schwer zu entscheiden ist, ob die Ballübergabe an den Quarterback regelkonform war, wurde dieser Trickspielzug zum Beginn der 1960er Jahre im Profi-Bereich der National Football League, 1992 durch die National Collegiate Athletic Association im College Football und 2006 auch im Highschool-Football durch entsprechende Regeländerungen abgeschafft: Ein absichtlicher Vorwärtsfumble gilt nunmehr als (unvollständiger) Vorwärtspass, welcher den Spielzug sofort stoppt. Bis zu seinem Verbot galt er als einer der ungewöhnlichsten und unterhaltsamsten Spielzüge im American Football. In den Sportkomödien Kleine Giganten und Spiel ohne Regeln kommt in entsprechenden Spielszenen jeweils ein Fumblerooski vor.